# Escalada de corda

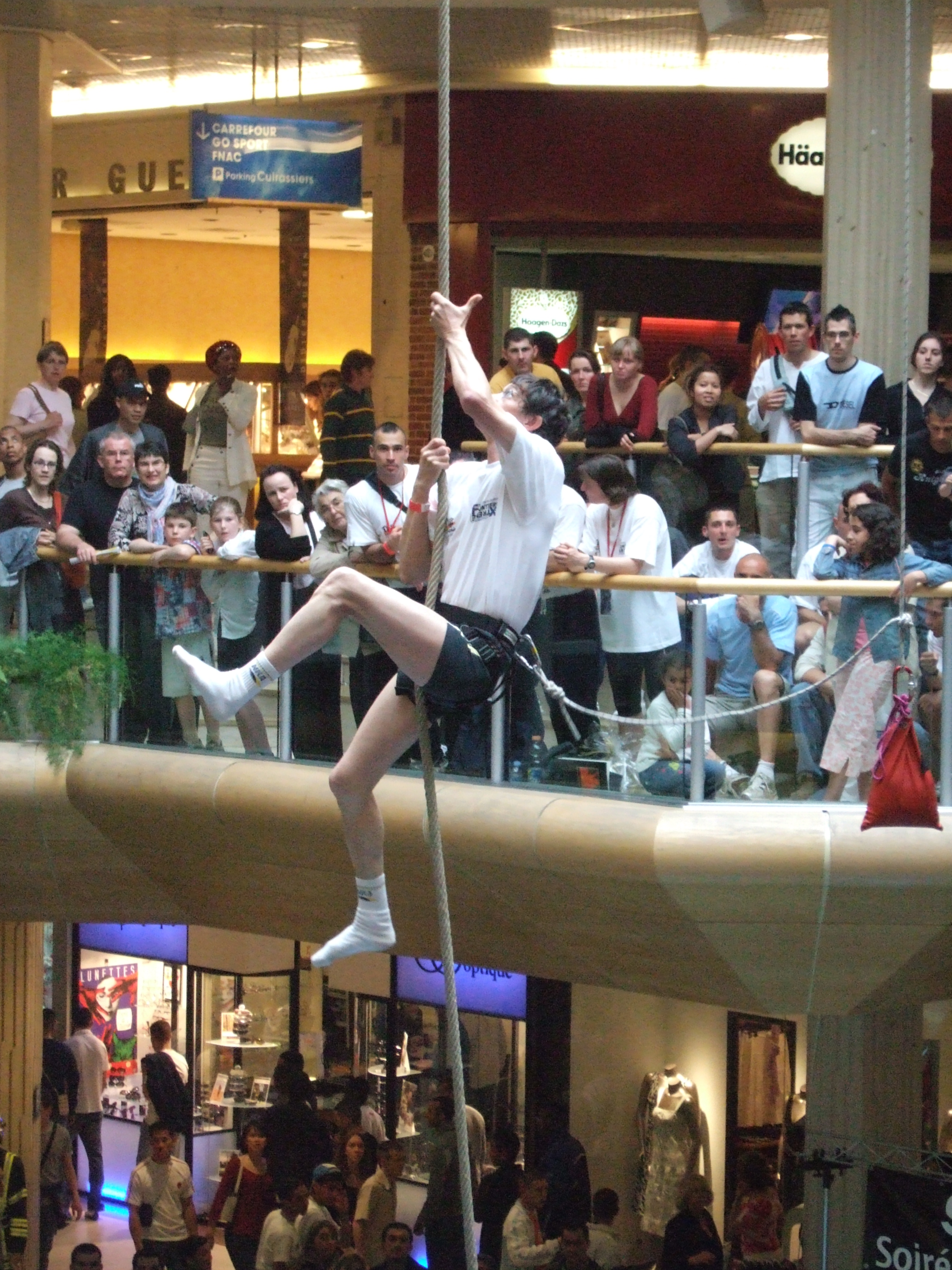
Escalada de corda no shopping center francês Lyon's Part-Dieu

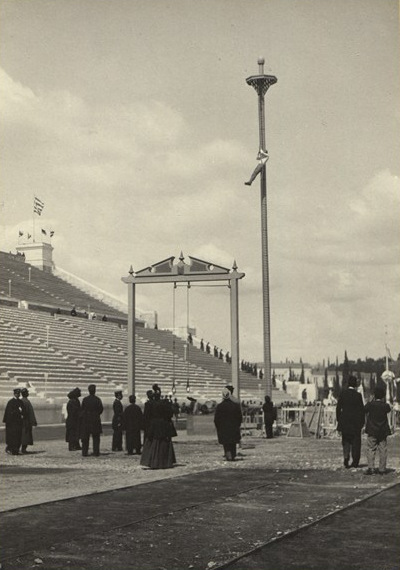
Foto do evento da escalada de corda nos Jogos Olímpicos de 1896.

Escalada de corda é um esporte individual em que os competidores tentam subir uma corda vertical suspensa usando apenas as mãos.
Foi uma modalidade olímpica, fazendo parte dos eventos da Ginástica nos Jogos Olímpicos de 1896, 1900, 1904, 1908, 1920, 1924 e 1932. As provas usavam uma corda de 14 metros de altura, e os competidores deveriam subi-la usando apenas os braços e as mãos.
Atualmente, a escalada de corda é praticada regularmente nos Jogos Mundiais dos Policiais e Bombeiros e está ressurgindo na França, onde são realizadas competições em shopping centers. Além disso, entusiastas da República Tcheca ressuscitaram o esporte em 1993, quando passaram a realizar regularmente competições locais e nacionais.

## Recordes Mundiais
O Recorde Mundial homologado pelo Guinness Book para Escalada em Corda estabelece / exige um padrão estabelecido de uma corda de 5 metros - com um limite de tempo de 60 segundos, usando as mãos apenas de uma posição sentada; as subidas de 5m para cima são contadas cumulativamente.
- Escalada de corda com 8 metros de comprimento - recorde mundial de 4,87 segundos em Olomouc, República Tcheca (2009) por Aleš Novák de Sokol Šternberk, República Tcheca;
- Escalada de corda de 14 metros de comprimento - recorde mundial de 14,03 segundos em Nové Město nad Metují, República Tcheca (2010) por Aleš Novák de Sokol Šternberk, República Tcheca;
- Escalada de corda de 20 metros de comprimento - recorde mundial de 25,85 segundos estabelecido em Lyon, França (2007) por Aleš Novák de Sokol Šterrnberk, República Tcheca.
- Escalada de corda de 27,8 metros de comprimento - Foi estabelecido por Marcus Bondi em 31 de janeiro de 2010 no estúdio de TV "Australia Smashes Guinness World Records" verificado pela supervisão oficial do Guinness.